# Can Pla (Brunyola)
Can Pla és una obra del municipi de Brunyola i Sant Martí Sapresa (Selva) inclosa en l'Inventari del Patrimoni Arquitectònic de Catalunya.

## Descripció
Es tracta d'un edifici aïllat de tres plantes i cobertes de doble vessant i de diversos nivells a façana. Aquesta està arrebossada, encara que en mal estat, a excepció dels emmarcaments de pedra d'algunes obertures i les finestres balconeres del segon pis de rajola. La casa està formada per quatre espais adossats i construïts en diferents moments, cosa que es reflecteix en les diferents teulades i a les parets de contacte.
La planta baixa presenta diverses finestres emmarcades de pedra i un gran portal de mig punt i adovellat de grans blocs de pedra calcària de Girona. A la dovella clau hi ha la llegenda següent:
Salvi Pla
A VIIII de de
desembre
ani 1598
El primer pis presenta a la façana tres finestres, una d'elles, la que hi ha sobre el portal d'entrada principal, de permòdols. Sobre aquesta finestra s'alça al segon pis una triple arcada de mig punt de rajola amb dos finestres balconeres i barana de rajola.
Els ràfecs són diferents segons les parts. A la part esquerra els ràfecs són de tres fileres, dues de rajola plana i una de teula. A la part central són de tres fileres, però dues de rajola plana i una de rajola amb forma de dent de diamant. A la part dreta el sostre ha estat reformat en els darrers 20 anys i el ràfec és una filera de maons llargs.
Els voltants de l'entrada de la casa estan guardats amb una paret de més de 2 metres que crea un pati interior. La porta d'accés al pati de llevant conserva una pedra del brancal dret amb una inscripció gravada que diu: Michael Pla any 1651.